# Łoża
Łoża (niem. Loosen) – wieś w Polsce położona w województwie pomorskim, w powiecie człuchowskim, w gminie Czarne.
Prywatna wieś szlachecka położona była w drugiej połowie XVI wieku w województwie pomorskim. W latach 1945–54 istniała gminy Łoża. W latach 1975–1998 miejscowość administracyjnie należała do województwa słupskiego.
Wieś stanowi sołectwo gminy Czarne obejmujące  Wyczechy i Łożę.